# Dwunastozgłoskowiec
Dwunastozgłoskowiec – rozmiar wiersza sylabicznego, występujący przeważnie w formatach średniówkowych 6 + 6 i 7 + 5. Dwunastozgłoskowiec ze średniówką po sylabie szóstej występuje na przykład u Sebastiana Grabowieckiego w jednym z wierszy z Setnika rymów duchownych:
Nieszczęsny jest żywot człowieka grzesznego,
Pajęczynie równe wszystkie sprawy jego;
A jako mol szatę, tak one żal kazi,
Które więc zła wola od Pana odrazi.
Dwunastozgłoskowiec ze średniówką po sylabie siódmej wprowadził do literatury polskiej Jan Kochanowski. Poeta użył tej formy w Trenie I:
Wszystko prózno; macamy, gdzie miękcej w rzeczy,
A ono wszędy ciśnie: błąd wiek człowieczy.
Nie wiem, co lżej: czy w smutku jawnie żałować,
Czyli się z przyrodzeniem gwałtem mocować.

Dwunastozgłoskowiec symetryczny stanowi bazę dla formatów sylabotonicznych, trocheicznego sześciostopowca i amfibrachicznego czterostopowca.
Czterostopowiec amfibrachiczny należy do najpopularniejszych w literaturze polskiej formatów sylabotonicznych i występuje na przykład w wierszu Bolesława Leśmiana Matysek. Częściowo dwunastozgłoskowcem amfibrachicznym jest skomponowana Żmija Juliusza Słowackiego. Sześciostopowiec trocheiczny został wykorzystany przez czeskiego poetę Vítězslava Nezvala w poemacie Edison, znanym również w Polsce z przekładów Kazimierza Andrzeja Jaworskiego i Józefa Waczkowa. Dwunastozgłoskowiec może się też pojawiać w postaci 5+7 i wtedy jego interpretacja sylabotoniczna jest jambiczna. Dwunastozgłoskowiec był bardzo popularny w renesansowej poezji chorwackiej. Użył go między innymi Marko Marulić w dziele Judyta.
Dwunastozgłoskowcem jest również francuski aleksandryn, jednak stanowi on osobną formę wiersza ze względu na odmienną rytmikę, wynikającą z akcentu oksytonicznego (padającego na ostatnią sylabę) i fakt, że w przypadku zastosowania rymu żeńskiego przybiera on dodatkową sylabę.